# Thurberiphaga diffusa
Thurberiphaga diffusa är en fjärilsart som beskrevs av Barnes 1904. Thurberiphaga diffusa ingår i släktet Thurberiphaga och familjen nattflyn. Inga underarter finns listade i Catalogue of Life.